# Emboscada de Tongo Tongo
A emboscada de Tongo Tongo ocorreu em 4 de outubro de 2017, quando militantes armados do Estado Islâmico no Grande Saara (EIGS) atacaram soldados nigerinos e estadunidenses em Tongo Tongo, Níger, enquanto retornavam à base de uma missão. Durante a emboscada, cinco nigerinos, quatro estadunidenses e 21 militantes foram mortos, enquanto oito nigerinos e dois estadunidenses ficaram feridos. Os soldados nigerinos e estadunidenses estavam participando de uma missão para reunir informações sobre o paradeiro de Adnan Abu Walid al-Sahrawi, o líder do EIGS.
A emboscada provocou um debate político sobre a presença de tropas estadunidenses na África e trouxe atenção para as atividades militares norte-americanas anteriormente subnoticiadas na região.  Além disso, uma controvérsia surgiu devido a uma percepção de falta de resposta ao ataque pelo governo Trump e o conteúdo de um telefonema de 16 de outubro entre ele e Myeshia Johnson, a viúva de La David Johnson (que foi um dos soldados norte-americanos mortos na emboscada), tornou-se público. Houve relatos contraditórios a respeito da natureza do telefonema entre Trump e a legisladora Frederica Wilson, que estava presente durante o telefonema. Wilson afirmou que Trump disse a Johnson que seu marido "sabia no que tinha se metido", uma alegação que Trump negou. No entanto, Johnson confirmou o relato de Wilson sobre a ligação. A emboscada também provocou investigações do Congresso e uma investigação do Departamento de Defesa dos Estados Unidos, concluída em fevereiro de 2018.